# Hugo Fuchs
Hugo Fux von Volkwarth, též Hugo Fuchs (4. ledna 1844 v Jevíčku – 17. května 1907 v Karlových Varech), byl rakousko-uherský právník a politik německé národnosti z Moravy; poslanec Moravského zemského sněmu a Říšské rady, starosta Nového Jičína.

## Biografie
Byl synem Friedricha Fuxe, prezidenta krajského soudu ve Znojmě. Studoval na gymnáziích v Kroměříži, Olomouci a Brně. Pak vystudoval práva na Vídeňské univerzitě.
V roce 1869 (podle jiného zdroje až roku 1873) se přestěhoval do Nového Jičína, kde působil jako právní zástupce a obhájce. Od roku 1873 byl členem obecní rady v Novém Jičíně. Patřil k předním představitelům ústavověrných německých liberálů na Moravě. V letech 1879-1899 byl starostou Nového Jičína. V roce 1899 (podle jiného zdroje roku 1895 nebo 1896) se odstěhoval z Nového Jičína do Brna, protože od r. 1898 působil jako přísedící Moravského zemského výboru v Brně.
V 80. letech se zapojil i do vysoké politiky. V zemských volbách v roce 1884 byl zvolen na Moravský zemský sněm, za kurii městskou, obvod Nový Jičín, Štramberk. Mandát zde obhájil i v zemských volbách 1890, zemských volbách v 1896 i v zemských volbách roku 1902. V zemských volbách 1906 uspěl (po volební reformě) kurii měst, německý obvod Nový Jičín, Štramberk, Fulnek, Příbor. Poslancem byl až do své smrti roku 1907. Na sněmu vedl školský referát. Od roku 1899 (podle jiného zdroje od roku 1896) byl členem zemského výboru, ve kterém nahradil zesnulého Adolfa Prombera a v němž působil ve finančním referátu. Na sklonku života je uváděn i jako náměstek moravského zemského hejtmana (předsedy sněmu).
Byl i poslancem Říšské rady (celostátního parlamentu Předlitavska), kam usedl po doplňovacích volbách 17. ledna 1893 místo Johanna Nedelly. Zastupoval kurii venkovských obcí, obvod Nový Jičín, Hranice atd. Uvádí se jako člen poslaneckého klubu Sjednocené německé levice, do kterého se spojilo několik ústavověrných (liberálně a centralisticky orientovaných) proudů. V 2. polovině 90. let se pak němečtí liberálové soustředili v Německé pokrokové straně.
Proslul též jako vynikající zpěvák a byl dlouholetý předseda pěveckého spolku a jako vášnivý střelec založil r. 1882 střelecký spolek. Byl jmenován čestným občanem Nového Jičína, vyznamenán mnoha řády a v neposlední řadě také povýšen do šlechtického stavu. Do šlechtického stavu byl povýšen císařem za jeho zásluhy o provedení tzv. moravského vyrovnání.
Za zásluhy byl nositelem Řádu železné koruny III. třídy a rytířem Řádu Františka Josefa. V roce 1906 byl povýšen do šlechtického stavu s predikátem Edler von Volkwart. Kromě toho získal česté občanství v Ostravě a Novém Jičíně.
Zemřel náhle v Karlových Varech po operaci slepého střeva 17. května 1907. Pohřben byl na Ústředním hřbitově v Brně.